# Beverley Palesa Ditsie
Beverley Palesa Ditsie,  née en 1971, est une militante lesbienne et réalisatrice sud-africaine.

## Biographie
Ditsie est née à Orlando West, Soweto, en Afrique du Sud en 1971.

### Activités et carrière
Ditsie est l'une des organisatrices de la première Marche des fiertés en Afrique du Sud. La marche se tient  à Johannesburg en 1990. Ditsie et son ami Simon Nkoli, également militant, travaillent ensemble pour organiser l’événement après que Simon en a eu l'idée, à la suite d'un voyage aux États-Unis. Durant l’événement, elle intervient à la télévision, devenant une icône culturelle, et également une cible des mouvements religieux, étant l'objet de propos haineux. Elle indique qu'elle a dû être escortée durant deux semaines après la marche des fiertés pour assurer sa sécurité. Ditsie se montre critique des activités autour de la marche, car elle constate une division culturelle et raciale au sein du mouvement LGBT en Afrique du Sud.
Ditsie intervient à la quatrième conférence mondiale sur les femmes des Nations Unies à Pékin en 1995, et est la première lesbienne africaine à parler des droits LGBT devant l'ONU. Elle tente de convaincre l'ONU d'adopter des résolutions concernant la  diversité des orientations sexuelle.
Ditsie travaille en tant qu'actrice et réalisatrice à la télévision depuis 1990, devenant ainsi la première enfant star noire de la télévision à la fin des années 1990, elle tourne dans l'émission de télé-réalité Livewire - Communities, et est la seule lesbienne noire de l'émission. Elle a aussi écrit, dirigé et été consultante dans plus de 20 documentaires avec une audience nationale et internationale. Son film documentaire Simon and I (2001) gagne des prix d'audience, parmi lesquels le Oxfam/Vues d’Afrique best documentary, de Montréal, Canada en 2004. L'histoire de Simon and I est autobiographique, et suit son voyage personnel et politique avec Nkoli. Son film utilise des interviews et du matériel d'archive.  Ditsie est une des fondatrices de l'organisation non gouvernementale GLOW (Gay and Lesbian Organisation of the Witwatersrand), œuvrant pour les droits des personnes LGBT. Elle est aussi la première à interpeller l'ONU au sujet des questions LGBT.